# Espostoa utcubambensis
Espostoa utcubambensis là một loài thực vật có hoa trong họ Cactaceae. Loài này được G.J.Charles mô tả khoa học đầu tiên năm 2003.